# Província de Franz Tamayo

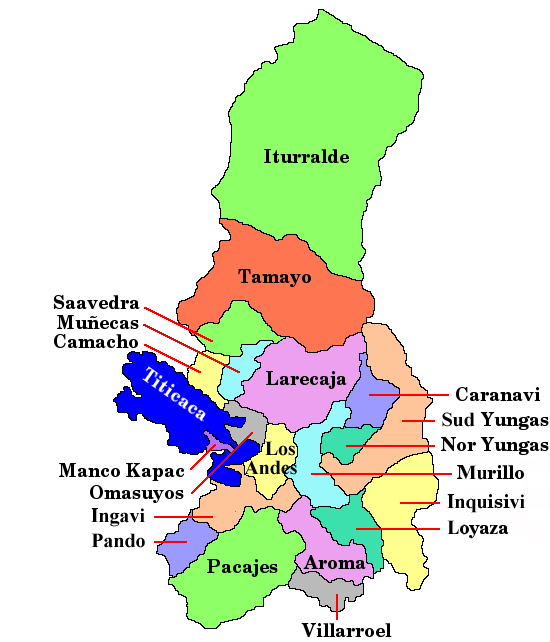
Les províncies del Departament de La Paz

La província de Franz Tamayo és una de les 20 províncies del Departament de La Paz a Bolívia. La seva capital és Apolo.